# Forrest Hill
Forrest Hill is een plaats in Australië. Het is een voorstad van Albury en had in 2006 een bevolking van 846 inwoners.